# 烏利亞尼夫卡 (科諾托普區)
51°0′20″N 33°19′33″E / 51.00556°N 33.32583°E
烏利亞尼夫卡（烏克蘭語：Улянівка）是位於烏克蘭東北部的村莊，由蘇梅州科諾托普區的波皮夫卡市鎮負責管轄。該村距離米海洛-甘尼夫卡和圖魯季涅1公里，海拔高度166米，2001年人口3。